# Microcharon harrisi
Microcharon harrisi is een pissebed uit de familie Lepidocharontidae. De wetenschappelijke naam van de soort is voor het eerst geldig gepubliceerd in 1959 door Spooner.